# Geel kaardertje
Een geel kaardertje (Nigma flavescens) is een spinnensoort in de taxonomische indeling van de kaardertjes (Dictynidae).
Het dier behoort tot het geslacht Nigma. De wetenschappelijke naam van de soort werd voor het eerst geldig gepubliceerd in 1830 door Charles Athanase Walckenaer.